# Robin Davis
Robin Davis (Marseille, 29 maart 1943) is een Frans film- en televisieregisseur en scenarioschrijver. Zijn regiedebuut Ce cher Victor werd in 1975 genomineerd voor de Palme d'Or van het Filmfestival van Cannes.

## Leven en werk

### Eerste stappen als regieassistent
Davis zette zijn eerste stappen in de filmwereld als regieassistent van Georges Lautner. Nadat hij tot 1974 bijna exclusief voor Lautner werkte, achtte hij de tijd rijp om zijn debuut als regisseur te maken. 

### Debuut als filmregisseur
Zijn zwartgallige en grimmige tragikomedie Ce cher Victor (1975) viel op door de stevige karakterrollen van veteranen Bernard Blier en Jacques Dufilho, die elkaar constant de duivel aandeden. Davis schreef zelf mee aan het scenario, wat hij ook voor zijn andere films zou doen. 

### Jaren tachtig
In de jaren tachtig draaide Davis nog een vijftal films voor het grote scherm. Dit waren voornamelijk drama's, waarin hij steevast kon rekenen op gereputeerde acteurs. Voor de misdaadfilm Le Choc (1982) werkte hij bijvoorbeeld samen met Alain Delon en Catherine Deneuve. Zijn laatste succesrijke film, het drama J'ai épousé une ombre (1983), was een remake van de Amerikaanse film No Man of her Own (Mitchell Leisen, 1950), met Nathalie Baye in de rol van een vrouw die de plaats van een andere inneemt en zo een nieuw leven begint. Zijn volgende twee titels werden flops.  

### Televisie
Vanaf dat moment begon Davis te werken voor de televisie. Hij maakte hiervoor onder meer historische drama's. 

## Filmografie

### Regieassistent
- 1966 - Ne nous fâchons pas (Georges Lautner)
- 1967 - Fleur d'oseille (Georges Lautner)
- 1968 - Le Pacha (Georges Lautner)
- 1970 - La route de Salina (Georges Lautner)
- 1971 - Bof… Anatomie d'un livreur (Claude Faraldo)
- 1971 - Laisse aller... c'est une valse (Georges Lautner)
- 1973 - Quelques messieurs trop tranquilles (Georges Lautner)
- 1974 - Les Seins de glace (Georges Lautner)
- 1975 - Hu-Man (Jérôme Laperrousaz)

### Regisseur

#### Lange speelfilms
- 1975 - Ce cher Victor
- 1979 - La Guerre des polices
- 1982 - Le Choc
- 1983 - J'ai épousé une ombre (naar de roman I married a Dead Man van William Irish)
- 1985 - Hors-la-loi
- 1989 - La Fille des collines

#### Televisie (selectie)
- 1989 - Mary de Cork (film)
- 1998 - Les rives du Paradis (film)
- 2006 - Jeanne Poisson, marquise de Pompadour (film)
- 2008 - Disparitions (miniserie waarvoor hij de helft van de 12 episodes regisseerde)
- 2011 - Bas les cœurs (film)
- 2016 - Le Chapeau de Mitterrand

- Biblioteca Nacional de España: XX1674622
- Bibliothèque nationale de France: cb146592146 (data)
- International Standard Name Identifier: 0000 0001 1490 5183
- Library of Congress Control Number: no2007087395
- Nationale Bibliotheek van Tsjechië: xx0150528
- Nederlandse Thesaurus van Auteursnamen: 120302527
- SNAC: w6pm41c3
- Système universitaire de documentation: 145560570
- Virtual International Authority File: 39638596
- WorldCat: E39PBJt3X4gX86y86yYDY83YT3